# Poa infirma
Poa infirma é uma espécie de planta com flor pertencente à família Poaceae. 
A autoridade científica da espécie é Kunth, tendo sido publicada em Nova Genera et Species Plantarum (quarto ed.) 1: 158. 1815 (1816).

## Portugal
Trata-se de uma espécie presente no território português, nomeadamente em Portugal Continental.
Em termos de naturalidade é nativa da região atrás indicada.

## Protecção
Não se encontra protegida por legislação portuguesa ou da Comunidade Europeia.